# Hans Christoph Ernst von Gagern
Hans Christoph Ernst Freiherr von Gagern (Kleinniedesheim (bij Worms), 25 januari 1766 - Hornau (bij Frankfurt), 22 oktober 1852) was een Duits diplomaat.

## Levensloop
Von Gagern stamde af van het adellijk geslacht von Gagern. Zijn betovergrootvader, Claudius von Gagern, kwam in Zuid-Duitsland wonen. 
Hans Christoph was een zoon van de geheimraad en Obersthofmeister Karl Christoph von Gagern (1743–1825) en van Susanne Esther Laroche von Starkenfels. Zijn vader was lutheraan, zijn moeder calvinist. Hij had een halfbroer, Ernst von Gagern, die katholieke priester werd. 
Hij liep eerst school bij de jezuïeten in Worms en vanaf 1778 in het gymnasium van Zweibrücken en vanaf 1779 aan de militaire school in Colmar. In 1791 studeerde hij rechten aan de universiteiten van Leipzig en Göttingen. In april 1785 trad hij in overheidsdienst in Zweibrücken, waar zijn vader 'Oberhofmeister' was. In 1787 werd hij 'regierungsrat' in Kirchheim am Donnersberg en in 1788 werd hij er eerste minister en voorzitter van het opperste gerecht. In 1791 werd hij afgevaardigde bij de Reichstag, in 1801 werd hij voor het hertogdom Nassau onderhandelaar en weldra weer minister-president. In 1811 vaardigde Napoleon I een decreet uit waarbij al wie op de linkeroever van de Rijn geboren was geen openbaar ambt meer mocht uitoefenen buiten Frankrijk, en von Gagern moest zijn ambt verlaten. Hij begaf zich naar Wenen en werkte daar, samen met Josef von Hormayr en aartshertog Johann, aan de voorbereiding van de opstand die in 1812 in Tirol uitbrak. Hij werd uitgewezen uit Oostenrijk en begaf hij zich naar het Pruisisch-Russisch hoofdkwartier. Hij was weldra lid van de raad die onder leiding van baron von Stein de Duitse bevrijde gebieden bestuurde.

## Diplomaat voor Willem I
Daarop vertrok von Gagern naar Engeland en trad er in dienst van de prins van Oranje. Hij werkte ijverig voor de restitutie aan de Oranjes van de Nederlandse provincies. Toen Willem I koning werd, benoemde hij hem tot eerste minister voor de vier Oranjevorstendommen, met hoofdzetel in Dillenburg.
In 1815 nam hij als afgevaardigde van Willem I deel aan het Congres van Wenen waar hij de vereniging van Nederland en België liet goedkeuren. Hij ijverde ook voor een Duits hertogdom Nassau dat als een bufferstaat kon dienen tussen Pruisen en Frankrijk en die hij tot in 1818 in de Duitse Bundestag vertegenwoordigde. Dit ging echter niet door, vanwege de oppositie van Talleyrand. Wel verkreeg hij als compensatie voor het verlies van de erflanden van de Nassaus, een persoonlijke unie van de Nederlandse koning met het groothertogdom Luxemburg.
Daarnaast trad von Gagern bij allerhande gelegenheden op als diplomaat die Willem I vertegenwoordigde. Een van de opdrachten waar hij mee werd belast was om in Duitsland hogeschoolprofessoren aan te werven voor de drie nieuwe rijksuniversiteiten in Gent, Leuven en Luik. Het was aan zijn inspanningen te danken dat zovele prominente Duitse wetenschappers de nieuwe universiteiten kwamen bevolken.
In 1818 trok hij zich op zijn landgoed terug en hield zich voortaan met literaire activiteiten bezig, evenals met historische opzoekingen over verleden en toekomst van de Duitse natie. Hij voerde een drukke briefwisseling met vele van zijn tijdgenoten.
Hij trok zich nochtans niet volledig uit het openbaar leven terug. Hij werd volksvertegenwoordiger voor Pfeddersheim (1820-1824). In 1829 werd hij tot levenslang lid benoemd van de Eerste kamer voor het Groothertogdom Hessen.

## Familie
Hans Christoph Ernst von Gagern trouwde op 7 december 1793 met barones Charlotte von Gaugreben (1776–1881). Ze kregen zeven zonen en drie dochters:
- Karl Emil (1796-1862), majoor in Beieren, trouwde met barones Sophie von Falkenhausen-Trautskirchen (1812-1893).
- Friedrich von Gagern (1794-1848), werd generaal in het Nederlands leger.
- Heinrich von Gagern (1799-1880), was Duits politicus en werd voorzitter van het parlement van Hessen. Hij trouwde met Louise von Pretlack (†1831) en met Barbara Tillmann (1818–1889).
- Moritz von Gagern (1808-1877), volksvertegenwoordiger, trouwde met barones Biebrich Auguste von Wintzingerode (1812-1843).
- Maximilian von Gagern (1810-1889), diplomaat en politicus, trouwde met Franzina Lambert (1815–1849) en daarna met Dorothea Biedenweg (1824–1890).
- Amalia von Gagern (°1798) trouwde met baron Anton Philipp von Breidbach-Bürresheim (1791–1878), generaal-majoor in het leger van Nassau.
- Caroline von Gagern (1801–1895) trouwde met Philipp von Mauchenheim († 1852).

## Publicaties
- Mein Antheil an der Politik. 5 delen, Stuttgart, 1823–1845, een levendig relaas over de napoleontische tijd en de diplomatieke activiteiten in de jaren na de val van de keizer.
- Die Resultate der Sittengeschichte, 9 Delen, 1808–1847.
  - Bd. 1: Die Fürsten. Wilmans u. a., Frankfurt am Main 1808.
  - Bd. 2: Die Fürnehmen oder Aristocratie. Anton Strauß, Wien 1812.
  - Bd. 3: Democratie. Wilmans u. a., Frankfurt am Main 1816.
  - Bd. 4: Politie oder der Staaten Verfassungen. Cotta Tübingen u. a. 1819.
  - Bd. 5/6: Freundschaft und Liebe. Cotta, Stuttgart u. a. 1822.
  - Bd. 7/9: Wohnung, Arbeit und Eigenthum oder die Familie. Civilisation. Brockhaus, Leipzig 1847.
- Die Nationalgeschichte der Deutschen. Strauß, Wien, Krieg, 1813.
  - Bd. 1: Von der uralten Zeit bis zu dem Gotenreich unter Hermanrich, 1813
  - Bd. 2-3 Die Nationalgeschichte der Deutschen. Die großen Wanderungen. Von der Störung des Gotenreichs an der Donau, bis zum Frankenreich.  Wilmans, Frankfurt am Main, 1825–1826.
- Critik des Völkerrechts. Mit practischer Anwendung auf unsre Zeit Brockhaus, Leipzig 1840.